# Zemljopisac Ravenjanin
Zemljopisac Ravenjanin ili Anonim Ravenjanin (lat. Anonymus Ravennas, Geographus Ravennas) je bio nepoznati zemljopisac iz Ravenne. Djelovao je u razdoblju između 6. i 7. stoljeća. 
Najpoznatije mu je djelo Cosmographia, koji je predstavljao opis svijeta. Za izradu se služio jedan još stariji izvor (neki opis puteva), a služio se i djelima starijih zemljopisaca kao što su Klaudije Ptolemej i Plinije Stariji. Za Hrvatsku je značajan, jer spominje nekoliko hrvatskih gradova u Istre.